# Wildwasserrennsport-Weltmeisterschaften 2020
Die 33. Kanu-Wildwasserrennsport-Weltmeisterschaften sollten vom 26. bis 30. April 2020 stattfinden. Geplanter Austragungsort war das Nantahala Outdoor Center im US-amerikanischen Bryson City auf dem Nantahala River. Aufgrund der weltweiten Corona-Pandemie wurde die Veranstaltung kurzfristig abgesagt.